# Fiat 6605 TM69
 (octobre 2024).
Si vous disposez d'ouvrages ou d'articles de référence ou si vous connaissez des sites web de qualité traitant du thème abordé ici, merci de compléter l'article en donnant les références utiles à sa vérifiabilité et en les liant à la section « Notes et références ».
Le Fiat 6605 TM69 est un camion a usage spécifiquement militaire pour assurer des transports lourds de matériel. Conçu et produit par le constructeur italien Fiat V.I. à partir de 1969 pour satisfaire les besoins des armées italiennes à la fin des années 1960.
L'Armée de terre italienne baptisa le véhicule, selon sa tradition, TM 69 et disposera de 164 exemplaires.
Les principales caractéristiques demandées dans le cahier des charges de l'armée lors de l'appel d'offres étaient : la robustesse, la fiabilité, un caractère souple pour s'adapter à tous les terrains même les plus accidentés et la charge utile importante qui feront que ce camion sera mis en dotation auprès des 3 corps d'armée : terre, marine et aviation dans chaque unité logistique. Les derniers exemplaires ont été radiés à partir des années 1990-2000. Il était capable d'un passage à gué de 1,50 mètre sans préparation et disposait d'une autonomie de 700 km avec ses réservoirs de série.
Comme prévu au cahier des charges, la cabine est ouverte, mais comporte des portières. La capacité de la cabine double profonde est de 12 personnes : 1 chauffeur et 11 passagers. Sur le plateau 20 soldats trouvent place. La face avant est très anguleuse, semblable au Fiat CP 62 / CP 70, mais plus large. Ce modèle sera un des derniers en dotation à disposer du parebrise abattable. 
Le plateau arrière est entièrement métallique pour respecter les dimensions imposées par les palettes de chargement normalisées : le plateau de chargement mesure 3,42 m x 2,30 m x 0,60 m. Les ridelles sont abattables à la verticale et démontables si besoin.
La boîte manuelle de vitesses comporte 8 rapports avant et 2 arrière, avec un double réducteur. Le véhicule est équipé de jantes simples monotraces sur toutes les roues. Le réservoir de base contient 365 litres de carburant diesel militaire spécial. Le châssis peut recevoir, sans aucune modification, une grue hydraulique. Sur le modèle 6605 TM 69 FM, comme sur la photo du haut, la longueur utile du plateau se trouve réduite du fait de la cabine double profonde. 
On retrouve le châssis de ce véhicule dont les caractéristiques en font un des plus réussis et robustes depuis la fin de la Seconde Guerre mondiale, sur de nombreux véhicules agréés par l'OTAN, notamment la Fiat 6602.
Ce véhicule a été adopté par plusieurs corps d'armées étrangères, notamment la Libye et la Somalie.

## Caractéristiques du Fiat 6605 TM69 6x6
- Moteur - cylindrée : 13.798 cm3
- Nombre cylindres : 6 en ligne
- Charge utile sur porteur :  7.360 kg
- Puissance : 260 CV DIN
- Vitesse maxi : 91 km/h
- Réducteur : 2
- Traction : intégrale 6x6[1]

Vu les caractéristiques assez peu communes de ce camion, il a aussi été utilisé par l'armée italienne comme tracteur d'artillerie, alors que son classement d'origine, TM pour camion moyen ne correspond vraiment pas à la réalité.